# أنقليس ثعباني مرقط
أنقليس ثعباني مرقط (الاسم العلمي: Myrichthys tigrinus) هو نوع من الأنقليس، يتبع فصيلة الأنقليس الثعباني.